# Gealan Fenster Systeme
Gealan Fenster Systeme este o companie producătoare de profile din PVC pentru uși și ferestre cu geam termoizolator din Germania, înființată în anul 1921.
Cifra de afaceri în 2010: 220 milioane euro

## Gealan în România
Compania este prezentă pe piața românească din anul 1994. Subsidiara din România a fost înființată în anul 1997 având ca obiect de activitate în prima fază, comercializarea produselor marca Gealan iar din 1999 a trecut la producție proprie.
Compania deține în prezent (august 2009), o cotă de 30% din piața din România.
Principalii concurenți pe piața locală de tâmplărie din PVC sunt Rehau, Veka și Profine.
Gealan România deține un centru de producție în București și operează mai multe depozite, în București, Constanța, Cluj, Timișoara, Bacău și Craiova.
În 2014 compania Gealan a fost cumpărată de grupul german Veka.
Cifra de afaceri:
- 2009: 36,3 milioane euro[1]
- 2008: 83,5 milioane euro[7]
- 2007:  71,1 milioane euro[8]